# Haruno Nemoto
Haruno Nemoto (根本葉瑠乃?, Nemoto Haruno; 18 aprile 1995) è una cestista giapponese.

## Carriera
Con il Giappone ha disputato i Campionati mondiali del 2018.